# Rezerwat przyrody Harmanecká tisina
Rezerwat przyrody Harmanecká tisina (słow. Národná prírodná rezervácia Harmanecká tisina) – leśno-florystyczny rezerwat przyrody na południowym skraju grupy górskiej Wielka Fatra na Słowacji. Powierzchnia 20,04 ha. Powołany w celu ochrony reprezentatywnego fragmentu największego w Europie naturalnego skupiska cisa pospolitego.

## Położenie
Rezerwat leży w górnej części Doliny Harmanieckiej, powyżej osady Horný Harmanec, po prawej stronie i poniżej drogi nr 577 z Bańskiej Bystrzycy do Turczańskich Cieplic. Tereny rezerwatu, rozciągające się mniej więcej od 700 do 800 m n.p.m., leżą w granicach katastralnych wsi Harmanec w powiecie Bańska Bystrzyca, w kraju bańskobystrzyckim.
Rezerwat znajduje się w granicach Parku Narodowego Wielka Fatra.

## Charakterystyka
Rezerwat obejmuje zbudowane z wapieni strome, skaliste, często trudno dostępne zbocza Doliny Harmanieckiej. Teren porośnięty jest lasem, w którym gatunkiem dominującym jest buk pospolity, a gatunkami domieszkowymi są świerk, jodła, jawor oraz cis, występujący tu jako relikt trzeciorzędowy. W runie lasu występują m.in. turzyca biała, trzcinnik pstry, okrzyn szerokolistny i oset siny.
Niektórzy autorzy podają, że w całej Dolinie Harmanieckiej rośnie około 160 tys. egzemplarzy cisa pospolitego. Jak się szacuje, na terenie rezerwatu rośnie nawet ok. 20 tys. egzemplarzy tego gatunku. Najstarsze z nich osiągają wiek 400-600 lat. Zagrożeniem dla cisa jest tu głównie zgryzanie gałązek i kory przez jelenie.

## Historia
Rezerwat powołano w 1949 r. na powierzchni 18,90 ha. Nowelizowany rozporządzeniem Ministerstwa Kultury Słowackiej Republiki Socjalistycznej nr 1554/1983-32 z dnia 31 marca 1983 r. (wejście w życie 1 grudnia 1983 r.).
W rezerwacie obowiązuje 5. (najwyższy) stopień ochrony.

## Przedmiot ochrony
Rezerwat powołano w celu ochrony i obserwacji dynamiki rozwoju lasu karpackiego regla dolnego z udziałem cisa pospolitego, rosnącego tu w optymalnych warunkach, w rejonie jego najliczniejszego, naturalnego występowania w Europie, a także ochrony krasowych form rzeźby terenu.